# سيتي فيل
سيتي فيل (بالإنجليزية: CityVille)‏ هي لعبة بناء مدن اجتماعية من تطوير شركة زينغا، وتم إطلاقها في ديسمبر 2010.